# Рябово (Каргопольский район)
Рябово — деревня в Каргопольском районе Архангельской области России. Входит в состав Павловского сельского поселения.

## География
Деревня находится в юго-западной части области, в южной зоне средней тайги, на расстоянии примерно 9 километров (по прямой) к северо-западу от города Каргополя, административного центра района.

### Часовой пояс
Рябово, как и вся Архангельская область, находится в часовой зоне МСК (московское время). Смещение применяемого времени относительно UTC составляет +3:00.

## История
В «Списке населенных мест Российской империи», изданном в 1879 году, населённый пункт упомянут как деревня Рябовская Каргопольского уезда (1-го стана), при колодцах, расположенная в 10,5 верстах от уездного города Каргополя. В деревне насчитывалось 11 дворов и проживало 64 человека (32 мужчины и 32 женщины).
По данным 1905 года имелось 17 дворов и проживало 105 человек (59 мужчин и 46 женщин). В административном отношении деревня входила в состав Полуборского общества Нифантовской волости. Имелись 15 лошадей, 33 коровы и 60 голов прочего скота.

## Население
| 2002 | 2010 | 2012 |
| ---- | ---- | ---- |
| 0    | →0   | →0   |

## Известные уроженцы, жители
Крестьянин деревни Рябово Кузнецов Пётр Афанасьевич (?—1915), герой Первой мировой войны, рядовой, был награждён военным орденом Святого Георгия 4-й степени. Умер от ран.

## Инфраструктура
Личное подсобное хозяйство.

## Транспорт
Стоит на автодороге «Каргополь — Ошевенск».